# Centerville (Texas)
Centerville ist die Bezirkshauptstadt und Sitz der Countyverwaltung (County Seat) des Leon County im US-Bundesstaat Texas in den Vereinigten Staaten. Das U.S. Census Bureau hat bei der Volkszählung 2020 eine Einwohnerzahl von 905 ermittelt.

## Geographie
Die Stadt liegt an der Kreuzung der U.S. Highways 7 und 75, der Interstate 45 und der Landstraße 1119, zwischen zwei Armen des Keechi Creek, etwa auf halber Strecke zwischen Dallas und Houston, nahe dem Zentrum des Countys, im mittleren Osten von Texas und hat eine Gesamtfläche von 3,8 km².

## Geschichte
Benannt wurde der Ort nach seiner zentralen Lage im County. 1850 wurde das erste Gerichtsgebäude erbaut und das erste Postbüro eröffnet. Die erste Zeitung, der Leon Pioneer erschien 1852.

## Demographie
Nach der Volkszählung im Jahr 2000 lebten hier 903 Menschen in 388 Haushalten und 230 Familien. Die Bevölkerungsdichte betrug 240,4 Einwohner pro km². Ethnisch betrachtet setzte sich die Bevölkerung zusammen aus 75,30 % weißer Bevölkerung, 21,82 % Afroamerikanern, 0,33 % amerikanischen Ureinwohnern, 0,22 % Asiaten, 0,00 % Bewohnern aus dem pazifischen Inselraum und 1,66 % aus anderen ethnischen Gruppen. Etwa 0,66 % waren gemischter Abstammung und 1,99 % der Bevölkerung waren spanischer oder lateinamerikanischer Abstammung.
Von den 388 Haushalten hatten 25,3 % Kinder unter 18 Jahre, die im Haushalt lebten. 46,4 % davon waren verheiratete, zusammenlebende Paare. 10,3 % waren allein erziehende Mütter und 40,5 % waren keine Familien. 38,1 % aller Haushalte waren Singlehaushalte und in 22,9 % lebten Menschen, die 65 Jahre oder älter waren. Die Durchschnittshaushaltsgröße betrug 2,17 und die durchschnittliche Größe einer Familie belief sich auf 2,89 Personen.
22,1 % der Bevölkerung waren unter 18 Jahre alt, 6,3 % von 18 bis 24, 22,6 % von 25 bis 44, 25,0 % von 45 bis 64, und 23,9 % die 65 Jahre oder älter waren. Das Durchschnittsalter war 44 Jahre. Auf 100 weibliche Personen aller Altersgruppen kamen 83,9 männliche Personen. Auf 100 Frauen im Alter von 18 Jahren und darüber kamen 77,5 Männer.

Das jährliche Durchschnittseinkommen eines Haushalts betrug 25.677 USD, das Durchschnittseinkommen einer Familie 35.278 USD. Männer hatten ein Durchschnittseinkommen von 38.125 USD gegenüber den Frauen mit 19.167 USD. Das Prokopfeinkommen betrug 15.469 USD. 19,1 % der Bevölkerung und 14,9 % der Familien lebten unterhalb der Armutsgrenze. Davon waren 19,7 % Kinder und Jugendliche unter 18 Jahren und 20,9 % waren 65 oder älter.

## Söhne und Töchter der Stadt
- Billy Bizor (1913–1969), Blues-Sänger und -Bluesharp-Spieler
- Alexander W. Gregg (1855–1919), Politiker und Mitglied US-Repräsentantenhaus
- Lightnin’ Hopkins (1912–1982), Blues-Sänger und -Gitarrist